# کلوورورکس
کِلو وِر وُرکس (به انگلیسی: CloverWorks Inc.) یک استودیو پویانمایی ژاپنی است که از استودیوی کوئنجی ای-۱ پیکچرز تغییر نام داده‌است. این استودیو یکی از زیرمجموعه‌های شرکت تولید انیمه انیپلکس است که زیرمجموعه شرکت سونی میوزیک اینترتینمنت قرار می‌گیرد.

## تأسیس
در ۱ آوریل ۲۰۱۸، ای-۱ پیکچرز استودیوی خود به نام کوئنجی (Kōenji) را به کلوورورکس تغییر نام داد که از این پس این استودیو دارای هویت منحصر به فرد خود باشد و از دیگر استودیوها متمایز شود. این استودیو در سوگینامی-کو، توکیو مستقر است.
پس از تغییر نام، نام استودیو تولیدی چهار انیمه از ای-۱ پیکچرز به کلوورورکس تغییر یافت که عبارت اند از. Slow Start, Darling in the Franxx, Persona 5: The Animation و فصل دوم وکیل تک. نام استودیو انیمه Slow Start پس از پایان پخش تغییر یافت در حالی که نام استودیو انیمه Darling in the Franxx در طول تولید تغییر داده شد.
در ۱ اکتبر ۲۰۱۸، کلوورورکس اعلام کرد که از ای-۱ پیکچرز جدا شده ولی همچنان یکی از شرکت‌های تابعه انیپلکس باقی خواهد ماند.